# لسنویه (شهرستان بورلینسکی، سرزمین آلتای)
لسنویه (به لاتین: Lesnoye) یک منطقهٔ مسکونی در روسیه است که در سرزمین آلتای واقع شده‌است.